# Riker Hylton
Pour les articles homonymes, voir Hylton.
Riker Hylton (né le 13 décembre 1988) est un athlète jamaïcain, spécialiste du 400 mètres.

## Carrière
Il remporte le titre du 400 m des Championnats de Jamaïque 2011 en 45 s 30 et obtient sa qualification pour les Championnats du monde de Daegu. Sélectionné en juillet pour les Championnats d'Amérique centrale et des Caraïbes de Mayagüez, il se classe quatrième du 400 m (46 s 02), et remporte en fin de compétition la médaille de bronze du relais 4 × 400 mètres au sein de l'équipe de Jamaïque.

## Palmarès
| Date | Compétition                                      | Lieu      | Résultat | Épreuve   |
| ---- | ------------------------------------------------ | --------- | -------- | --------- |
| 2007 | Championnats panaméricains juniors               | São Paulo | 3e       | 4 × 400 m |
| 2011 | Championnats d'Amérique centrale et des Caraïbes | Mayagüez  | 4e       | 400 m     |
| 2011 | Championnats d'Amérique centrale et des Caraïbes | Mayagüez  | 3e       | 4 × 400 m |
| 2011 | Championnats du monde                            | Daegu     | 3e       | 4 × 400 m |

### Records
| Épreuve | Performance | Lieu     | Date         |
| ------- | ----------- | -------- | ------------ |
| 400 m   | 45 s 30     | Kingston | 26 juin 2011 |